# Madonna tra i santi Antonio Abate e Giorgio
La Madonna tra i santi Antonio Abate e Giorgio è un'opera di Pisanello, l'unico dipinto su tavola da lui firmato ("Pisanus"), databile al 1445 circa. Si tratta di una tempera (47×29 cm) conservata oggi alla National Gallery di Londra.

## Storia
Forse si tratta dell'opera di soggetto imprecisato citata nei documenti antichi come dipinta per la delizia di Belriguardo nel 1445. 
L'opera faceva parte della collezione Costabili a Ferrara, dove venne citato nel 1841 nella descrizione del Laderchi. Nel 1862 venne messa in vendita e acquistata da sir Charles Eastlake; nel 1867 poi la sua vedova cedette il dipinto al museo londinese. Secondo A. Venturi, che riportò una tradizione, san Giorgio rappresenterebbe Lionello d'Este, anche in base alla somiglianza della testa del santo con i ritratti su tavola e su medaglia che Pisanello face del signore di Ferrara.

## Descrizione e stile
Nonostante le piccole dimensioni il dipinto è impostato come una pala d'altare. L'iconografia è molto originale, con la Madonna col Bambino che appare in un disco d'oro nel cielo, mentre in basso stanno i due santi, l'uno di fronte all'altro, occupati in un muto dialogo di sguardi. A sinistra si trova sant'Antonio Abate, con in mano una campanella e un bastone; ai suoi piedi si trova il cinghiale, legato alla sua leggenda, che si dimostra ammansito e docile.
A destra si trova san Giorgio, ritratto in un lussuoso vestito con una sfolgorante armatura argentea e dorata e un cappello di paglia dalla foggia aristocraticamente molto larga (una produzione tipica di Cremona); dietro di lui stanno i cavalli, che si intravedono solo per una piccola parte del muso, ed ai suoi piedi sta un draghetto indomito, che sembra volersi contorcere e cade fermato dai piedi del santo; lo sguardo di san Giorgio è basso e pensieroso, come se manifestasse un'impazienza, sottolineata dal suo nervoso accarezzare del bastone del comando. 
Lo stile è quello dell'ultima fase del pittore, influenzato ormai da temi rinascimentali, che crea uno spazio illusorio di una foresta, rinunciando all'astratto fondo oro, anche se le figure sono ancora semplicemente accostate, non collocate in uno spazio razionale.
La firma si trova al centro in basso, mimetizzata come un ciuffo di radici.